# Eva Sjöström
Eva Sjöström, född 10 december 1941 i Adolf Fredriks församling, Stockholm, är en svensk skådespelare. 
Hon är sedan 24 mars 1969 gift med Knut Urban Elander.
Eva Sjöström utexaminerades från Statens scenskola i Malmö 1967.

## Filmografi
- 1960 – När mörkret faller
- 1963 – Det är hos mig han har varit
- 1973 – Smutsiga fingrar

## Teater

### Roller (ej komplett)
| År   | Roll | Produktion                                                    | Regi                | Teater            |
| ---- | ---- | ------------------------------------------------------------- | ------------------- | ----------------- |
| 1967 |      | Peer Gynt Henrik Ibsen                                        | Jerk Liljefors      | Riksteatern       |
| 1968 |      | Tre systrar Anton Tjechov                                     | Josef Halfen        | Malmö stadsteater |
| 1968 |      | Spektakel Staffan Westerberg                                  | Karl Rune Johansson | Malmö stadsteater |
| 1968 |      | Scapins rackartyg Molière                                     | Karl Rune Johansson | Malmö stadsteater |
| 1968 |      | Spelman på taket Joseph Stein, Jerry Bock och Sheldon Harnick | Pierre Fränckel     | Malmö stadsteater |
| 1969 |      | Huset som kunde skratta Bo Sköld                              | Karl Rune Johansson | Malmö stadsteater |